# Anatra Anasalj
Anatra DS Anasal byl ruský dvousedadlový průzkumný dvojplošník z první světové války. Byl postaven ve firmě Anatra v Oděse v carském Rusku francouzským konstruktérem Elysee Alfredem Descampsem (rusky vyslovováno Decan), a s licenčním francouzským motorem Salmson. Letadlo bylo vyvinuto z předchozího typu Anatra D.
Anatra se letadlo (i celá firma) jmenovalo po svém zakladateli italského původu, oděském bankéři a leteckém sportovci Arturu Antonoviči Anatrovi. Dále letadla nesla název složený z výrobce Anatra a motoru Salmson = Anasal. Někdy (i tady v názvu) se v českém přepisu přidává na konec písmeno J, místo původního měkkého znaku z azbuky. Písmena DS jsou zase počátečními písmeny jména konstruktéra Descamps a motoru Salmson.

## Výroba
Letoun poprvé vzlétl 7. srpna 1916 (25. července 1916 podle starého ruského kalendáře). Po dlouhých zkouškách bylo objednáno 300 ks, produkce začala až v létě 1917, a do sovětské revoluce v listopadu 1917 bylo vyrobeno 70 až 100 kusů. Převzato armádou bylo asi jen 46 ks (dle ruského webu aviary.rf ). 
Po kapitulaci sovětského Ruska v březnu 1918 byla jižní Ukrajina obsazena rakousko-uherskými vojsky a továrna v Oděse produkovala další letouny pro Rakousko-Uhersko až do září 1918. V tomto období Rakousko-Uhersko objednalo 200 a převzalo 114 kusů, které byly podle rakousko-uherského způsobu označovány jako Anatra C.I. Letadla rakousko-uherského letectva létala jako cvičná bez výzbroje (i když byla označena Anatra C.I, kde C znamenalo ozbrojené dvouplošníky).
Po odchodu rakousko-uherských vojsk byly zbylé letouny použity oběma stranami za občanské války

## Popis
Trup letadla je dřevěný, obdélníkového průřezu, potažený překližkou. Podvozek pevný kolový (kola drátová, v nouzi i dřevěná bez pneumatik) s kluznou ostruhou. Prostory pro dva letce jsou nekryté, s kruhovými výřezy a větrným štítkem vpředu. Řízení je volantové (alespoň u letadel pro Rakousko-Uhersko, jinak letadla francouzských konstruktérů měla zpravidla řídící páku) v předním prostoru, zadní prostor má dřevěný kruh pro umístění kulometu. Malá část letounů byla objednána s dvojím řízením. 
Motor je kapalinou chlazený hvězdicový devítiválec Salmson vyráběný v licenci v carském Rusku (vyrobeno 300 ks), s dvoulistou dřevěnou vrtulí, zakrytovaný hliníkovými plechy s kruhovými otvory. Zespodu je motor odkrytý (na stránkách samolotypolskie.pl je i fotografie polského Anasalu se zcela zakrytým motorem, asi dodatečná úprava). Chladič motoru je umístěn před horním křídlem. 
Výfuky měly nejméně tři provedení: 
- se sběračem okolo horní části trupu (k vidění na úvodní fotce i v muzeu v Praze, československá dodatečná úprava)
- samostatné výfuky od každého válce, téměř nepřesahující povrch trupu (foto)
-dva velké výfuky vzadu pod motorem (foto na ruském webu aviary.rf i foto polského letadla se zakrytovaným motorem na webu ugolok neba a samolotypolskie.pl). 
Hlavní palivová nádrž je pod sedadlem pilota, palivové čerpadlo poháněné vrtulkou je pod trupem. Československá Anatra má po rekonstrukci palivové soustavy i spádovou nádrž pod horním křídlem za chladičem. Letadla z výroby spádovou nádrž neměla.
Křídla jsou dřevěná potažená plátnem, horní křídla jsou na trup upevněna pomocí trubkové konstrukce, spodní křídla jsou připevněna přímo k trupu, horní a dolní křídla jsou vzájemně vyztužena vzpěrami a dráty. Křidélka jsou jen na horním křídle, ovládána zespodu ocelovými lanky. V odtokové hraně horních křídel je nad trupem půlkruhový výřez pro snazší nastupování a výhled posádky.
Ocasní plochy jsou dřevěné potažené plátnem a vzájemně vyztužené dráty. Kormidla jsou ovládána ocelovými lanky, vedenými částečně vně trupu.
Letadla z původní výroby pro ruské letectvo byla vyzbrojena pohyblivým kulometem (Lewis, Colt nebo Maxim) pozorovatele a pevným synchronizovaným pilotním kulometem Vickers, střílejícím okruhem vrtule. Letadla rakousko-uherského letectvo létala jako cvičná bez výzbroje (i když byla označena Anatra C.I, když C znamenalo ozbrojené dvouplošníky).

## Provoz
V ruské armádě byla letadla používána bojově, v rakousko-uherské armádě především jako cvičná. 
Z těchto rakousko-uherských letounů jich 23 zůstalo po ukončení první světové války v Československu, 21 letounů zůstalo v Rakousku, 8 v Maďarsku, asi 4 v Polsku a 24, z toho asi 10 použitelných, v Království Srbů, Chorvatů a Slovinců
Československá letadla Anatra DS Anasal byla brzy jako nevhodná pro bojové útvary převedena k leteckému učilišti v Chebu a cvičným letkám Leteckých pluků. Byla poměrně náchylná k požáru, byla proto provedena rekonstrukce palivové soustavy. S nebezpečím požáru souvisí i montáž výfukových sběračů, protože plameny z krátkých výfuků mohly zapálit dřevěný trup. Úpravy na palivové instalaci a výfukovém systému má i dochované letadlo v NTM.
Po vyřazení z armády byla zbylá letadla prodána aeroklubům.  V majetku Západočeského aeroklubu byla i jediná dodnes zachovalá Anatra DS Anasal, umístěná v NTM Praha.
Dle článku Letecké nehody vojenských strojů Československé republiky zemřel v letadle Anatra Anasal v Československu jeden letec – pilotní žák František Souček, kterému Anatra začala za letu hořet.

## Dochované letadlo

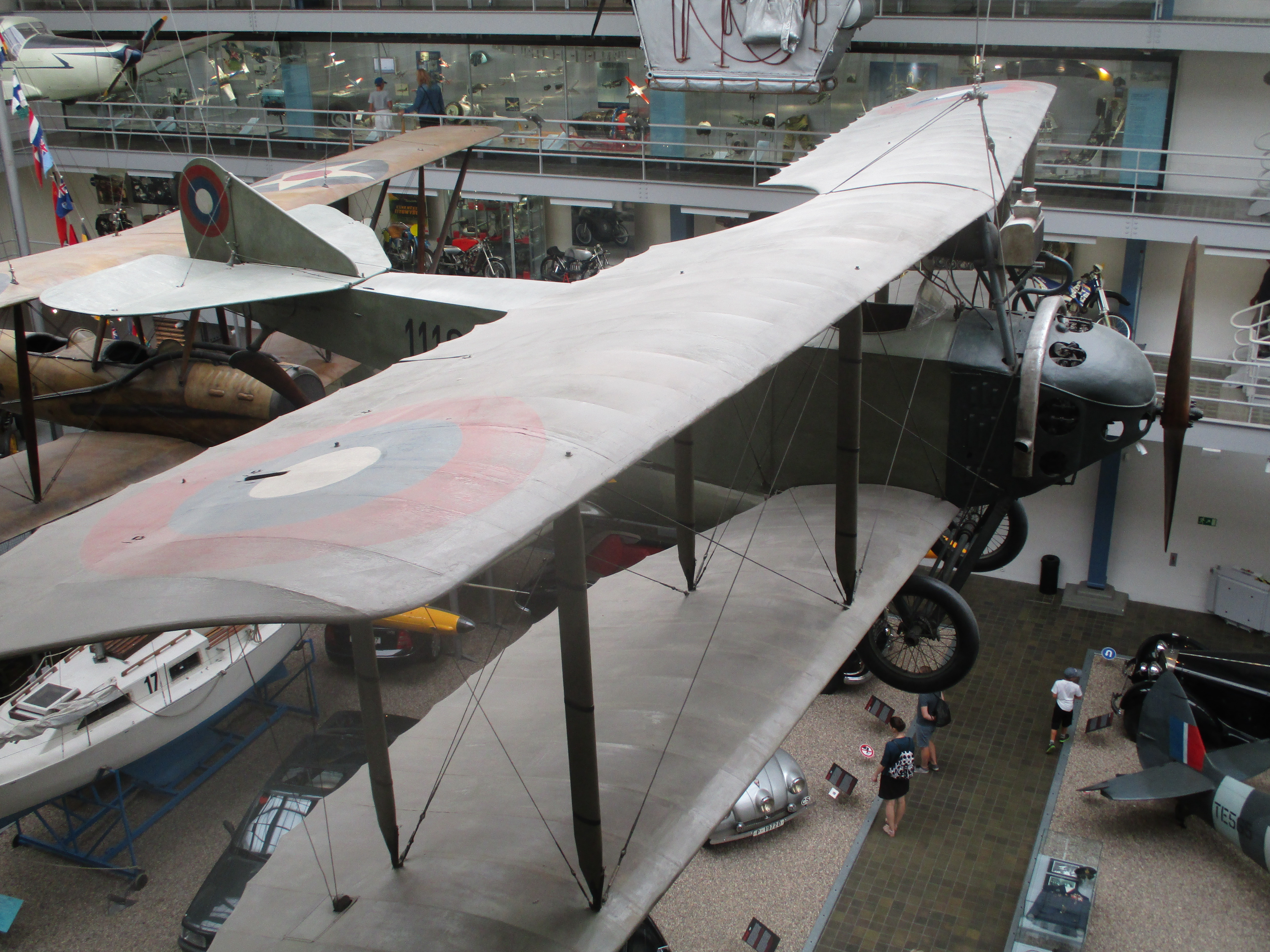

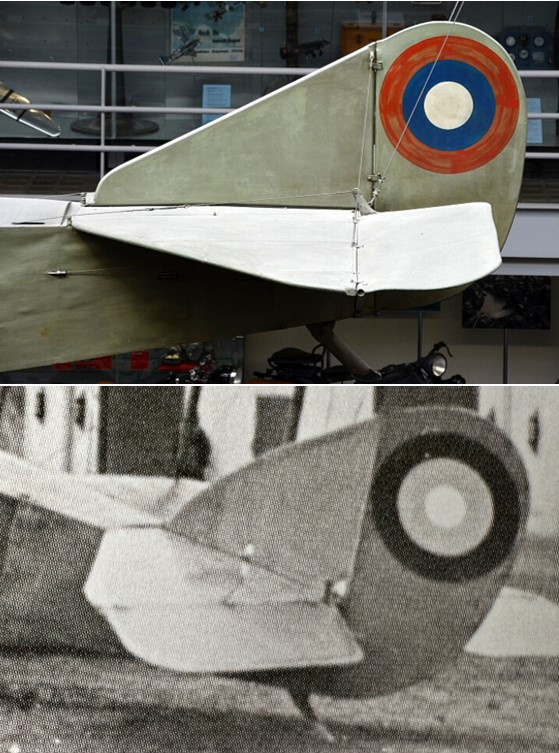
nahoře ocas Anatry Anasal z NTM Praha, dole ocas Anatry Anasal v Chebu asi 1920

Na světě se zachovalo jediné letadlo Anatra, a to Anatra DS Anasal vystavená v Národním technickém muzeu v Praze. Má však dodatečné úpravy: navíc výfukové potrubí kolem trupu a spádovou nádrž za chladičem – to původní letadla neměla. Náběžná hrana svislé ocasní plochy vystaveného letadla je přímá (asi důsledek zjednodušení opravy po poškození), kdežto na starých fotografiích vidíme více vypouklou. Další odlišnost pak není vidět: motor je originální francouzský Salmson R9, ne ruský licenční výrobek. 
Na Ukrajině ve Státním leteckém muzeu v Kyjevě existuje (pokud ji ruská agrese nezničila) nelétající replika, na stránkách muzea označena jako Anatra Anasal, ale vypadá jako Anatra D, protože nemá chladič. A v popisu je psáno, že jde o první sériově vyráběný letoun na Ukrajině – a to byla taky Anatra D.

## Specifikace

### Technické údaje
- Osádka: dva muži
- Délka: 8,2 m
- Rozpětí: 11,4 m
- Výška: 3,2 m
- Plocha křídel: 37,0 m²
- Vlastní hmotnost: 814 kg
- Vzletová hmotnost: 1164 kg
- Pohonná jednotka: 1 × hvězdicový motor Salmson 9R
- Výkon pohonné jednotky: 112 kW (150 hp)

### Výkony
- Maximální rychlost: 144 km/h
- Výdrž: 3 hodiny 30 min
- Dostup: 4300 m
- Stoupavost: 3,0 m/s

### Výzbroj
- 1 × pevný kulomet Vickers (nebo bez výzbroje)
- 1 × pohyblivý kulomet Lewis, Colt nebo Maxim pro pozorovatele (nebo bez výzbroje)

## Varianty a příbuzné typy
- Anatra D Anade (jako Anatra Descamps) se vzduchem chlazeným rotačním motorem Gnome Monosoupape 100 hp, vyrobeno asi 205 ks + 10 cvičných se dvojím řízením, předchůdce typu DS
- Anatra D Anacler (jako Anatra Clerget), varianta Anade se vzduchem chlazeným  rotačním motorem Clerget 110 nebo 130  hp, vyrobeno asi 24 ks
- Anatra DS Anasal - s kapalinou chlazeným hvězdicovým motorem motorem Salmson 150 hp
- Anatra DSS - malý počet letadel se silnějším kapalinou chlazeným hvězdicovým motorem Salmson 160 hp
- Anatra Anadis – dvoumístný stíhací letoun s vidlicovým motorem  Hispano-Suiza 180 hp, jediný prototyp byl zničen při nehodě v Rumunsku

## Uživatelé
- Rusko
- Rakousko-Uhersko
- Rakousko
- Československo
- Maďarsko
- Polsko
- Království Srbů, Chorvatů a Slovinců
- Sovětský svaz